# La Claire-voie, Menton
La Claire-voie, Menton est une peinture à l'huile sur toile réalisée en 1924 par le peintre suisse naturalisé français Félix Vallotton. 

## Description
La scène représente un paysage provençal en contre-plongée avec une montée pavée montant vers une terrasse à gauche avec sa pergola d'échalas, un portillon de clôture de bois à claire-voie au milieu, donnant sur un chemin caillouteux de galets sous une pente herbeuse montant vers une maison en partie cachée par un arbre à droite, laissant voir une paire de volets verts fermés et les extrémités de toits de tuiles. D'autres arbres vert sombre sont visibles en haut à gauche sous un ciel blanc
L'œuvre, signée F. VALLOTTON.24 en bas à gauche, est conservée dans une collection privée depuis sa vente chez Christies.

## Analyse
L’œuvre est typique de la fin de production du peintre concentré sur un paysage sans personnages  (depuis 1917) et réalisée une année avant sa mort en 1925.